# جوزيف روي ميثني
جوزيف ميثني واحد من أكثر السفاحين رعباً في تاريخ الإجرام والقتل، يبرز اسمه كواحد من السفاحين الذين استخدموا وسائل بشعة في التنكيل بالضحايا بعد أن يتخلص منهم، لدرجة أن وصل به الأمر إلى تقديمهم كوجبات شواء لزبائنه - دون علمهم. قد عرف السفاح جوزيف ميثني بالعديد من الألقاب منها اكل لحوم البشر "ذي كانيبال" وقد كان يعاني من السمنة المفرطة، مع تعطشه للدماء وقد أخذت أغلب جرائمه في الوقوع في مطلع فترة التسعينات من القرن الماضي، وإن كان تاريخ بعضها يعود إلى عام 1976. كان جوزيف واحداً من بين ستة أشقاء لوالد عامل لم يعرف عنه الكثيرا، وأمه هي جين ميثني الذي كسب منها لقبه، وفي سن مبكرة انتقلت عائلته إلى منطقة نورث بوينت بوليفارد في إسكس، بولاية ميريلاند، وذلك بسبب البحث عن دخل أفضل وفي السادسة من عمره فقد مات والده في حادث سيارة، وكان ذلك أمراً صعباً بالنسبة لوالدته التي قالت: "لم يكن الأمر سهلاً علي خاصة توفير حاجيات الأطفال، وقد فعلت كل ما بوسعي لكي أحافظ عليهم.
لم يكن جو قاتلاً عشوائياً فقد كان يختار ضحاياه بعناية ويمارس معهم أبشع أنواع الترويع، فعلى سبيل المثال ففي عام 1995، قام باستدراج اثنين من البغايا هما كاثي آن ماغازينر (45 عاماً)، وكيمبرلي سبايسر (26 عاماً)، إلى مقطورة خاصة به. قبل أن يقوم بطعنهما وخنقهما حتى الموت في نهاية المطاف، ثم قطع أجسادهما وطهيها، ومن ثم باعها لزبائنه على أنها برغر لحم الخنزير. ويرد في مقابلة له قوله: «كانت لدي سندويشات جيدة، ولا أحد كان يمكن أن يشك فيها أو يعرف مصدرها. لا أحد كان سيعرف الفرق بينهما ولحم الخنزير» وبعد نفاذ طعام المرأتين السابقتين قرر أن يستدرج أخرى اسمها ريتا كمبر، ويقول عنها إنه بدأ في تمزيق ثيابها وضربها مع ضحك متواصل منه، وهي تبكي. ولكن مع استدارة منه لجزء من الثانية، فقد استطاعت الهروب منه عبر الباب؛ وقد تمكنت أن تجتاز حاجزاً في السور الخارجي بارتفاع 10 أقدام وتصل الشارع لتطلب الشرطة ويتم القبض عليه.
اعترف لاحقاً أنه قتل 10 نساء من منطقة بالتيمور، ولم يظهر أي ندم على ضحاياه رغم أنه انهار مرة في المحكمة، وهو يشاهد تأثر والدة إحدى ضحاياه وهي أم كيمبرلي سبايسر. وتقول تقارير إن الرجل الذي كان قد قال بأنه مريض بعد إدانته، قد قتل في التسعينات كل من كيمبرلي سبايسر، وتوني لين انغراسيا، وكاترين أو كاثي آن ماغازينر، ووفقا للتقارير، تم إلغاء حكم الإعدام الخاص به لقتل ماغازينر في عام 2000، ليستمر في قضاء عقوبة السجن مدى الحياة
في 5 أغسطس 2017 انتهت حياة الرجل الذي باع سندويشات لحوم ضحاياه للملأ وعلى الهواء، وذلك في سن الـ 62 عاماً. وقد قضى جو حوالي عشرين عاماً في مؤسسة الإصلاحية الغربية في ميريلاند، حيث كان لديه زنزانته الخاصة به وقال جيرارد شيلدز المتحدث باسم إدارة السلامة العامة والخدمات الإصلاحية إنه عثر عليه ميتاً في زنزانته في الثالثة فجراً، وذكرت الشرطة وقتها أنهم يحققون في كيفية وفاته.